# Landkreis Mosbach
Der Landkreis Mosbach war ein Landkreis in Baden-Württemberg, der im Zuge der Kreisreform am 1. Januar 1973 aufgelöst wurde.

## Geografie

### Lage
Der Landkreis Mosbach lag im Norden Baden-Württembergs. 
Geografisch hatte er Anteil am Odenwald und am nordöstlichen Kraichgau. Die Kreisstadt Mosbach lag etwa in der Mitte des Landkreises.

### Nachbarkreise
Seine Nachbarkreise waren 1972 im Uhrzeigersinn beginnend im Norden die Landkreise Buchen, Heilbronn, Sinsheim und Heidelberg.

## Geschichte
Das Gebiet des Landkreises Mosbach gehörte vor 1803 überwiegend zur Kurpfalz (Oberamt Mosbach), dann kam es 1806 an das  Großherzogtum Baden. Es entstanden im späteren Kreisgebiet Mosbach das Bezirksamt Eberbach und die Bezirksämter Neckargemünd und Mosbach, wobei bis 1822 in Mosbach ein Stadtamt sowie ein Erstes und ein Zweites Landamt bestanden, die dann zusammengelegt wurden. 1857 wurde das Amt Neckargemünd aufgelöst und seine Gemeinden dem Bezirksamt Eberbach zugeordnet. Nach Auflösung des Bezirksamtes Neckarbischofsheim 1864 kam die Gemeinde Hüffenhardt zum Amt Mosbach. Bei der Auflösung des Amtes Eberbach 1924 kamen die östlichen Gemeinden zum Bezirksamt Mosbach, die westlichen zum Bezirksamt Heidelberg. 1939 entstand aus dem Bezirksamt Mosbach der Landkreis Mosbach durch das Gesetz über die Landkreisselbstverwaltung.
Nach der Bildung des Landes Baden-Württemberg 1952 gehörte der Landkreis Mosbach zum Regierungsbezirk Nordbaden. Durch die Gemeindereform ab 1970 veränderte sich das Kreisgebiet in einem Fall. Am 1. März 1972 wurde die Gemeinde Heinsheim in die Gemeinde Bad Rappenau eingegliedert und gehörte somit zum Landkreis Sinsheim.
Mit Wirkung vom 1. Januar 1973 wurde der Landkreis Mosbach aufgelöst. Sein Gebiet ging überwiegend im neu gebildeten Odenwaldkreis auf,
der damit Rechtsnachfolger des Landkreises Mosbach wurde. Einige Gemeinden kamen auch zum Landkreis Heilbronn und eine zum Rhein-Neckar-Kreis. Um Verwechslungen mit dem gleichnamigen Landkreis in Hessen zu vermeiden, wurde der baden-württembergische Odenwaldkreis 1974 in „Neckar-Odenwald-Kreis“ umbenannt.

### Einwohnerentwicklung
Alle Einwohnerzahlen sind Volkszählungsergebnisse.
| Jahr               | Einwohner |
| ------------------ | --------- |
| 17. Mai 1939       | 40.034    |
| 13. September 1950 | 61.704    |

| Jahr         | Einwohner |
| ------------ | --------- |
| 6. Juni 1961 | 64.430    |
| 27. Mai 1970 | 76.474    |

## Politik

### Landrat
Die Oberamtmänner bzw. Landräte des Bezirksamts bzw. Landkreises Mosbach von 1824 bis 1972:
- 1813–1822: Hennemann (beim Stadt- und Ersten Landamt)
- 1813–1819: Franz Faber (beim Zweiten Landamt)
- 1820–1827: Friedrich Theodor Schaaf (bis 1822 beim Zweiten Landamt)
- 1827–1830: Ignatz Peter
- 1830–1834: Josef Maximilian Drever
- 1834–1840: Franz Burkhardt Fauth
- 1840–1849: Karl Ernst Hotz
- 1849–1850: Philipp Lichtenauer
- 1850–1855: Wilhelm Bulster
- 1855–1865: Ludwig Orff
- 1865–1868: Franz Sales Hebting
- 1868–1872: Eduard Engelhorn
- 1872–1876: Adolf Ostner
- 1876–1886: Carl Dietz
- 1886–1891: Alexander Pfisterer
- 1891–1896: Ernst Müller
- 1896–1899: Hermann Nebe
- 1899–1904: Emil Nußbaum
- 1904–1911: Hugo Dörle
- 1911–1918: Albert Carl Mays
- 1918–1919: Adalbert Stehle
- 1919–1922: Friedrich Pfaff
- 1928–1938: Adolf Rothmund
- 1938–1945: Wilhelm Compter
- 1945–1954: Erwin Dörzbacher
- 1954–1972: Ernst Ditton

### Wappen
Das Wappen des Landkreises Mosbach zeigte in geteiltem und unten gespaltenem Schild oben in Gold einen wachsenden, rot bewehrten schwarzen Adler mit silbernem Brustschild, darin die lateinischen Großbuchstaben O und M untereinander; unten vorne von Weiß und Blau schräg gerautet, hinten in Rot ein sechsspeichiges silbernes Rad. Das Wappen wurde am 12. Januar 1960 durch das Innenministerium Baden-Württemberg verliehen.
Der Adler steht für die Kreisstadt Mosbach, die bis 1330 eine Freie Reichsstadt war. Die Rauten symbolisieren die Kurpfalz, zu der der größte Teil des Kreisgebiets gehört und das Rad steht für die frühere Zugehörigkeit einiger Gemeinden zum Erzstift Mainz.

## Wirtschaft und Infrastruktur

### Verkehr
Das Kreisgebiet wurde von keiner Bundesautobahn berührt. Daher führten nur Bundesstraßen und zwar die B 27, B 37 und B 292 durch das Kreisgebiet.

## Gemeinden
Zum Landkreis Mosbach gehörten ab 1938 zunächst 58 Gemeinden, davon 2 Städte.
Am 7. März 1968 stellte der Landtag von Baden-Württemberg die Weichen für eine Gemeindereform. Mit dem Gesetz zur Stärkung der Verwaltungskraft kleinerer Gemeinden war es möglich, dass sich kleinere Gemeinden freiwillig zu größeren Gemeinden vereinigen konnten. Den Anfang machte im Landkreis Mosbach die Gemeinde Mörtelstein, die sich am 1. Januar 1971 mit der Gemeinde Obrigheim zusammenschloss. Danach reduzierte sich die Zahl der Gemeinden stetig, bis der Landkreis Mosbach schließlich am 1. Januar 1973 aufgelöst wurde.
Größte Gemeinde des Landkreises war die Kreisstadt Mosbach, kleinste Gemeinde war Lindach.
In der Tabelle stehen die Gemeinden des Landkreises Mosbach vor der Gemeindereform. Die Einwohnerangaben beziehen sich auf die Volkszählungsergebnisse in den Jahren 1961 und 1970.
| frühere Gemeinde    | heutige Gemeinde     | heutiger Landkreis    | Einwohner am 6. Juni 1961 | Einwohner am 27. Mai 1970 |
| ------------------- | -------------------- | --------------------- | ------------------------- | ------------------------- |
| Aglasterhausen      | Aglasterhausen       | Neckar-Odenwald-Kreis | 1.755                     | 2.294                     |
| Allfeld             | Billigheim           | Neckar-Odenwald-Kreis | 1.110                     | 1.177                     |
| Asbach              | Obrigheim            | Neckar-Odenwald-Kreis | 761                       | 810                       |
| Auerbach            | Elztal               | Neckar-Odenwald-Kreis | 977                       | 1.004                     |
| Balsbach            | Limbach              | Neckar-Odenwald-Kreis | 326                       | 314                       |
| Billigheim          | Billigheim           | Neckar-Odenwald-Kreis | 1.295                     | 1.595                     |
| Binau               | Binau                | Neckar-Odenwald-Kreis | 614                       | 1.007                     |
| Breitenbronn        | Aglasterhausen       | Neckar-Odenwald-Kreis | 270                       | 309                       |
| Dallau              | Elztal               | Neckar-Odenwald-Kreis | 1.555                     | 2.229                     |
| Daudenzell          | Aglasterhausen       | Neckar-Odenwald-Kreis | 310                       | 291                       |
| Diedesheim          | Mosbach              | Neckar-Odenwald-Kreis | 1.727                     | 2.270                     |
| Fahrenbach          | Fahrenbach           | Neckar-Odenwald-Kreis | 848                       | 4.219                     |
| Guttenbach          | Neckargerach         | Neckar-Odenwald-Kreis | 406                       | 420                       |
| Haßmersheim         | Haßmersheim          | Neckar-Odenwald-Kreis | 2.760                     | 3.237                     |
| Heinsheim           | Bad Rappenau         | Heilbronn             | 1.164                     | 1.458                     |
| Herbolzheim (Jagst) | Neudenau             | Heilbronn             | 1.221                     | 1.404                     |
| Hochhausen          | Haßmersheim          | Neckar-Odenwald-Kreis | 498                       | 592                       |
| Hüffenhardt         | Hüffenhardt          | Neckar-Odenwald-Kreis | 1.383                     | 1.424                     |
| Kälbertshausen      | Hüffenhardt          | Neckar-Odenwald-Kreis | 363                       | 421                       |
| Katzental           | Billigheim           | Neckar-Odenwald-Kreis | 400                       | 462                       |
| Krumbach            | Limbach              | Neckar-Odenwald-Kreis | 533                       | 630                       |
| Limbach (Baden)     | Limbach              | Neckar-Odenwald-Kreis | 1.194                     | 1.348                     |
| Lindach             | Eberbach             | Rhein-Neckar-Kreis    | 179                       | 197                       |
| Lohrbach            | Mosbach              | Neckar-Odenwald-Kreis | 1.220                     | 1.324                     |
| Michelbach          | Aglasterhausen       | Neckar-Odenwald-Kreis | 542                       | 2.672                     |
| Mittelschefflenz    | Schefflenz           | Neckar-Odenwald-Kreis | 741                       | 961                       |
| Mörtelstein         | Obrigheim            | Neckar-Odenwald-Kreis | 400                       | 454                       |
| Mosbach, Stadt      | Mosbach              | Neckar-Odenwald-Kreis | 11.343                    | 13.674                    |
| Muckental           | Elztal               | Neckar-Odenwald-Kreis | 450                       | 464                       |
| Mülben              | Waldbrunn            | Neckar-Odenwald-Kreis | 299                       | 325                       |
| Neckarburken        | Elztal               | Neckar-Odenwald-Kreis | 521                       | 522                       |
| Neckarelz           | Mosbach              | Neckar-Odenwald-Kreis | 4.006                     | 5.017                     |
| Neckargerach        | Neckargerach         | Neckar-Odenwald-Kreis | 1.684                     | 1.866                     |
| Neckarkatzenbach    | Neunkirchen          | Neckar-Odenwald-Kreis | 192                       | 159                       |
| Neckarmühlbach      | Haßmersheim          | Neckar-Odenwald-Kreis | 371                       | 450                       |
| Neckarzimmern       | Neckarzimmern        | Neckar-Odenwald-Kreis | 1.325                     | 1.618                     |
| Neudenau, Stadt     | Neudenau             | Heilbronn             | 1.906                     | 2.118                     |
| Neunkirchen         | Neunkirchen          | Neckar-Odenwald-Kreis | 1.197                     | 1.376                     |
| Oberdielbach        | Waldbrunn            | Neckar-Odenwald-Kreis | 779                       | 898                       |
| Oberschefflenz      | Schefflenz           | Neckar-Odenwald-Kreis | 1.299                     | 1.428                     |
| Oberschwarzach      | Schwarzach           | Neckar-Odenwald-Kreis | 233                       | 253                       |
| Obrigheim           | Obrigheim            | Neckar-Odenwald-Kreis | 2.836                     | 3.914                     |
| Reichenbuch         | Mosbach              | Neckar-Odenwald-Kreis | 263                       | 331                       |
| Rittersbach         | Elztal               | Neckar-Odenwald-Kreis | 640                       | 694                       |
| Robern              | Fahrenbach           | Neckar-Odenwald-Kreis | 468                       | 575                       |
| Sattelbach          | Mosbach              | Neckar-Odenwald-Kreis | 597                       | 630                       |
| Schollbrunn         | Waldbrunn            | Neckar-Odenwald-Kreis | 572                       | 607                       |
| Stein am Kocher     | Neuenstadt am Kocher | Heilbronn             | 1.233                     | 1.364                     |
| Strümpfelbrunn      | Waldbrunn            | Neckar-Odenwald-Kreis | 970                       | 1.143                     |
| Sulzbach            | Billigheim           | Neckar-Odenwald-Kreis | 1.094                     | 1.387                     |
| Trienz              | Fahrenbach           | Neckar-Odenwald-Kreis | 627                       | 712                       |
| Unterschefflenz     | Schefflenz           | Neckar-Odenwald-Kreis | 1.119                     | 1.195                     |
| Unterschwarzach     | Schwarzach           | Neckar-Odenwald-Kreis | 1.295                     | 1.620                     |
| Wagenschwend        | Limbach              | Neckar-Odenwald-Kreis | 484                       | 533                       |
| Waldkatzenbach      | Waldbrunn            | Neckar-Odenwald-Kreis | 671                       | 747                       |
| Waldmühlbach        | Billigheim           | Neckar-Odenwald-Kreis | 681                       | 671                       |
| Weisbach            | Waldbrunn            | Neckar-Odenwald-Kreis | 354                       | 356                       |
| Zwingenberg         | Zwingenberg          | Neckar-Odenwald-Kreis | 369                       | 606                       |

## Kfz-Kennzeichen
Am 1. Juli 1956 wurde dem Landkreis bei der Einführung der bis heute gültigen Kfz-Kennzeichen das Unterscheidungszeichen MOS zugewiesen. Es wird im Neckar-Odenwald-Kreis durchgängig bis heute ausgegeben.